# Alvin Lee
Alvin Lee (Nottingham, 19. prosinca 1944. – Marbella, 6. ožujka 2013.) bio je engleski blues rock gitarist, pjevač, te osnivač sastava Ten Years After.

## Glazbena karijera
Inspiriran glazbom Chucka Berryja i Scottyja Moorea gitaru počinje svirati u dobi od 13 godina. Početkom 1960-ih počinje profesionalnu karijeru u Jaybirdsima u kojima djeluje do 1966. Tada zajedno s Leom Lyonsom osniva Ten Years After, kasnije uspješan atraktivni koncertni sastav.
U relativno kratkom vremenu (od 1968. do 1973.) postigli su zapažen uspjeh. Osam albuma dospjelo je među top 40 britanske glazbene ljestvice, a 12 albuma dospjelo je na američku ljestvicu Billboard 200, uz poznate hitove "I'm Going Home", "Hear Me Calling", "I'd Love to Change the World" te "Love Like a Man".
Prekretnicu u karijeri Leeju donosi nastup na Woodstocku. Izvedba pjesme "I’m Going Home" u trajanju od jedanaest minuta donosi mu status jednoga od najboljih bijelih blues hard-rock gitarista, a sastavu naslov perjanice takozvanog britanskog drugog "blues booma". Sredinom 1970-ih, publika prihvaća zvuk sintesajzera i progresivni te simfo rock, čime je sastav počeo gubiti na popularnosti da bi 1974. prekinuli zajednički rad.
Prvi samostalni album On the Road to Freedom snima 1973. u suradnji s Mylon LeFevre, američkom gospel pjevačicom, te uz sudjelovanje Georgea Harrisona, Micka Fleetwooda, Ronna Wooda te Stevea Winwooda. Već sljedeće godine osniva "Alvin Lee & Company" s kojima snima sljedeći album (In Flight, 1974.), te u nešto promijenjenom sastavu albume Pump Iron! (1975.) i Let It Rock (1978). Kraj desetljeća obilježava suradnju sa sastavom "Ten Years Later" na albumima Rocket Fuel i Ride On te turnejom po Europi i SAD-u.
Osamdesete donose novo ime pratećem sastavu ("The Alvin Lee Band") te novi album Free Fall (1980.). Na turneji 1981. pridružuje mu se Mick Taylor, nekadašnji član The Rolling Stonesa. Lee obnavlja i suradnju sa starim sastavom (Ten Years After), na njihovom albumu About Time 1989., kao i suradnju s Georgeom Harrisonom na albumima Detroit Diesel (1986.), Zoom (1992.) te Nineteen Ninety-Four (1994.). Iako Leejeva samostalna karijera nije nikada dosegla uspjeh iz vremena dok je bio član sastava "Ten Years After", ostao je upamćen kao brzoprsti gitarist čija se vještina može mjeriti s najvećima: Claptonom, Jeffom Beckom, pa i Hendrixom, a brzina i zavidna tehnika njegovih solaža bili trajna konstanta.

## Diskografija

### Samostalni albumi
| - On the Road to Freedom (s Mylon LeFevre, 1973.) - In Flight (1974.) - Pump Iron! (1975.) - Let It Rock (1978.) - Rocket Fuel (1978.) - Ride On (1979.) - Free Fall (1980.) | - RX5 (1981.) - Detroit Diesel (1986.) - Zoom (1992.) - Nineteen Ninety-Four (1994.) - In Tennessee (2004.) - Saguitar (2007.) - Still on the Road to Freedom (2012.) |

### Albumi sa sastavom Ten Years After

#### Studijski albumi
- Ten Years After (1967.)
- Stonedhenge (1969.)
- Ssssh (1969.)
- Cricklewood Green (1970.)
- Watt (1970.)
- A Space in Time (1971.)
- Rock & Roll Music to the World (1972.)
- Positive Vibrations (1974.)
- About Time (1983.)

#### Albumi uživo
- Undead (1968.)
- BBC Sessions (1967. – 1968.)
- Recorded Live (1973.)

## Vanjske poveznice
- Službena stranica (engl.) (pristupljeno 12. siječnja 2014.)
- Zlatko Gall: Odlazak legende Woodstocka (Slobodna Dalmacija, pristupljeno 12. siječnja 2014.)
- Stranice sastava Ten Years After (engl.) (pristupljeno 12. siječnja 2014.)
- Ten Years After "The Classic Years" (engl.) (njem.) (pristupljeno 12. siječnja 2014.)